# Humahuaca
Humahuaca é uma cidade da Argentina, localizada na província de Jujuy

## Personnalitad
- Uña Ramos (1933-2014), compositor e músician Quena (Kena), ne a Humahuaca.